# Моро (фамилия)
Вижте пояснителната страница за други значения на Моро.
Моро е стара венецианска фамилия, играла значителна роля в историята на Венеция.
Родоначалникът на фамилията се премества във Венеция от Падуа. Тъй като доста семейства от областта Венето се преселват във Венецианската лагуна, поне през първите години от преселването си те остават подвластни на градовете, от които пристигат и за целта тези градове изпращат във Венеция свои магистрати, изпълняващи ролята на консули. Така и Падуа изпраща за своите поданици, преселили се във Венеция, подобни консули и един от тях е родоначалникът на Моро – Албино Моро още около 424 г. Със сигурност фамилията е засвидетелствана от 982 г., откогато започва да оказва съществено влияние върху обществения живот в града. Впоследствие представители на фамилията стават посланици, генерали, прокуратори и др. Един от тях е избран и за дож на Венеция.

## Известни представители на фамилията
- Кристофо Моро, 67–ми дож на Венеция от 1462 до 1471 г.;
- Пиетро Моро, кардинал при папа Григорий XII;
- Джовани Моро, патриарх на Градо през 1121 г.;
- Джовани Моро, херцог на Кандия през 1538 г.;
- Габриеле Моро, († 1650), философ.